# Alter Wirt (Ramersdorf)

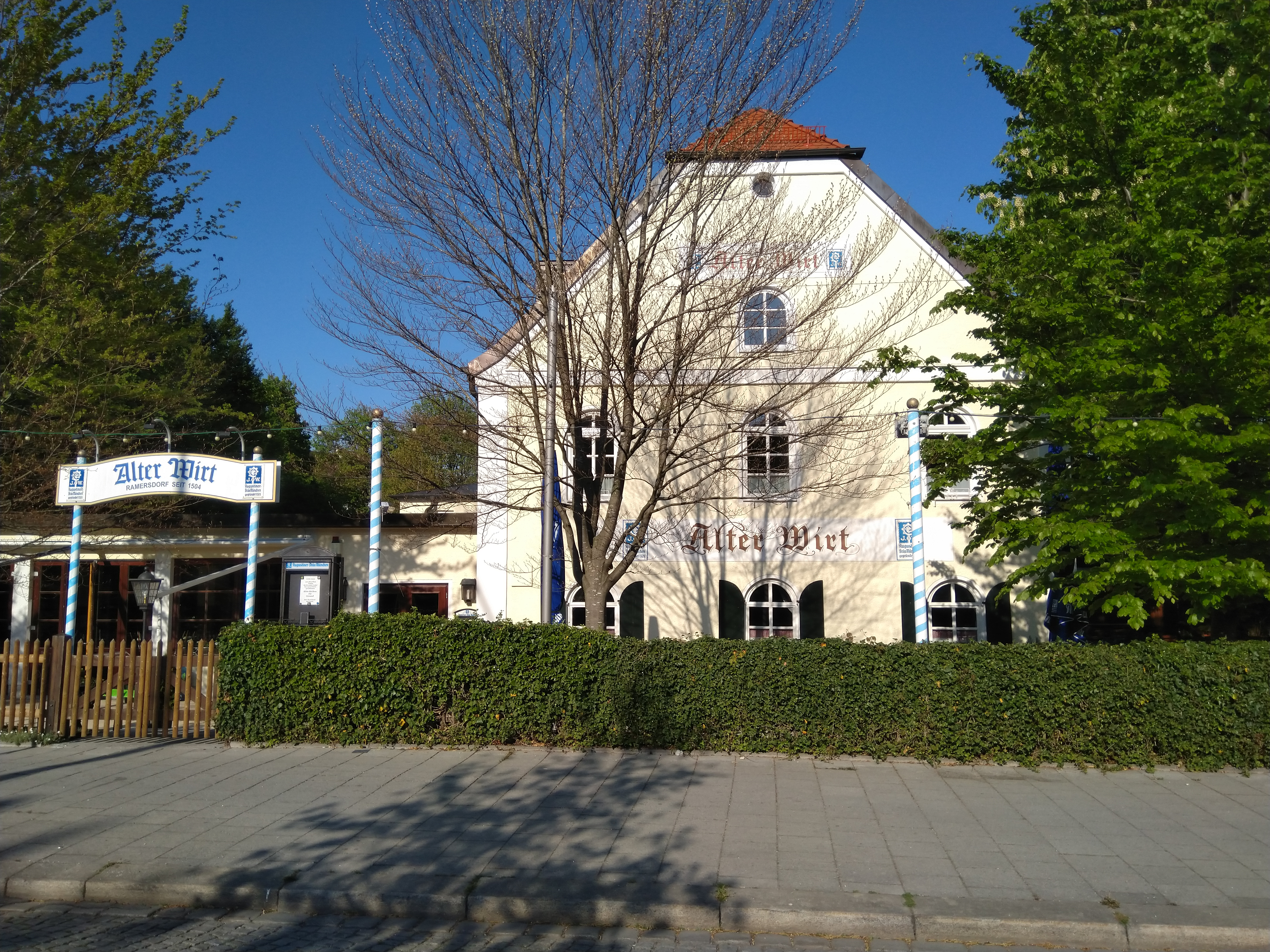
Frontansicht des Gasthauses Alter Wirt in Ramersdorf

Der Alte Wirt ist ein Gasthaus in Ramersdorf, das schon 1504 urkundlich erwähnt ist und sich nahe der Wallfahrtskirche St. Maria befindet.

## Lage
Ehemals an der Salzstraße gelegen, befindet sich das Wirtshaus heute an der Rosenheimer Straße in der Nähe der Auffahrt zur Salzburger Autobahn.

## Geschichte
Das Gasthaus wird im Jahr 1504 erstmals urkundlich erwähnt, als während des Landshuter Erbfolgekrieges Häuslichkeiten in dieser Umgebung verbrannten. Die Ramersdorfer Kirchenobrigkeit trieb ob der günstigen Lage des Wirtshauses den Wiederaufbau stetig voran. Im Jahr 1690 erhielt der Perlacher Hofwirt Franz Dägn den Auftrag in Ramersdorf eine „Bierzäpflerei“ zu errichten, in der sein Sohn Johann Paul Dägn (Vater des Kapuziners Emmerich Däger) ab 1692 als Wirt tätig war. In der Folgezeit wechselte das Wirtshaus mehrfach seinen Besitzer und vervielfachte seinen Wert mehrfach. Von 1989 bis 2012 wurde der Alte Wirt von Christa und Leon Niederreiner betrieben. Danach wurde das Gasthaus von der Augustiner Brauerei aufgekauft, renoviert und verpachtet.

## Denkmalschutz
Das Gebäude stand lange Zeit unter Denkmalschutz, bis das Bayerische Landesamt für Denkmalpflege entschied, es aufgrund häufiger Renovierungen aus dem Denkmalschutz herauszunehmen.